# Martina Sáblíková
Martina Sáblíková (Nové Město na Moravě, Txecoslovàquia 1987) és una patinadora de velocitat sobre gel i ciclista txeca que va destacar en els Jocs Olímpics d'Hivern de 2010.

## Biografia
Va néixer el 27 de maig de 1987 a la ciutat de Nové Město na Moravě, població que en aquells moments formava part de Txecoslovàquia però que avui en dia forma part de la República Txeca.

## Carrera esportiva

### Patinatge sobre gel
Especialista en llargues distàncies, va participar, als 18 anys, en els Jocs Olímpics d'Hivern de 2006 realitzats a Torí (Itàlia), esdevenint l'abanderada en la cerimònia inaugural dels Jocs, on finalitzà quarta en la prova de 5.000 m. i setena en els 3.000 metres. En els Jocs Olímpics d'Hivern de 2010 realitzats a Vancouver (Canadà) aconseguí guanyar tres medalles: la medalla d'or en la prova de 3.000 m. i 5.000 metres, a més de la medalla de bronze en la prova dels 1.500 metres.
En els Jocs Olímpics d'Hivern de 2014 realitzats a Sotxi (Rússia) aconseguí guanyar la medalla d'or en la prova dels 5.000 m. femenins així com la medalla de plata en la prova dels 3.000 metres. Així, es va convertir en la primera atleta de la República Txeca a guanyar tres medalles d'or olímpiques en les edicions d'estiu o d'hivern dels Jocs.
El 2006 es proclamà subcampiona del món en la prova júnior de combinada, i al llarg de la seva carrera ha aconseguit guanyar quinze medalles en el Campionat del Món (deu d'elles d'or) i entre el 2007 i el 2021 dotze medalles en el Campionat d'Europa (quatre d'elles d'or). Així mateix aconseguí guanyar la medalla d'or en la Universíada de 2013 en les proves dels 3.000 i 5.000 metres.

### Patinatge en línia i ciclisme
Sáblíková també va competir en diverses curses de patinatge de velocitat en línia i ciclisme, com a part de la seva preparació d'estiu per a la temporada de patinatge. El 2004 va acabar en 16a posició al Campionat del Món de patinatge de velocitat en línia júnior en la distància de 20 km, a Sulmona. L'any 2006 va guanyar la marató (42,2 km) al Campionat Txec de patinatge de velocitat en línia a Plzeň i el 2007 la mitja marató (21,6 km) a Ostrava.
L'any 2007, també va guanyar el bronze en la contrarellotge individual en la distància de 24 km al Campionat d'Europa contrarellotge sub-23 junior de ciclisme en ruta a Sofia i un altre bronze en la distància de 18 km al Campionat de ciclisme en carretera de Txeca a Žďár nad Sázavou. El 2010, va guanyar l'or al Campionat Nacional Txec per Carretera i contrarellotge.